# Domenico Scarlatti
Domenico Giuseppe Scarlatti (ur. 26 października 1685 w Neapolu, zm. 23 lipca 1757 w Madrycie) – kompozytor włoski okresu baroku.

## Muzyka
Syn i uczeń Alessandro Pietro Scarlattiego, urodził się w Neapolu. Już w 1703 wystawiono tam pierwsze utwory sceniczne kompozytora (opery L'Ottavia restituita al trono oraz Il Giustino). Przeniósł się do Wenecji, gdzie pobierał nauki u Francesco Gaspariniego, a następnie do Rzymu. Był konkurentem Georga Friedricha Händla, z którym stanął w szranki w konkursie ogłoszonym przez kardynała Pietro Ottoboniego i zwyciężył jako klawesynista (Händlowi przyznano palmę pierwszeństwa w grze organowej). Nadworny klawesynista polskiej królowej Marii Kazimiery w czasie jej rezydowania w Rzymie, a później króla Portugalii oraz dworu królewskiego w Madrycie.
W latach 1710–1713 Aleksander Benedykt Sobieski zrealizował w swoim rzymskim teatrze kilka spektakli operowych we współpracy ze Scarlattim i scenografem Filippo Juvarą.

## Twórczość
Komponował głównie sonaty klawesynowe (Esercizi per gravicembalo), niejednokrotnie wirtuozerskie, oraz opery i utwory orkiestrowe.

## Życie prywatne
Scarlatti był dwukrotnie żonaty. Z Marią Cataliną Gentili wziął ślub w Rzymie w 1728. Po śmierci pierwszej żony w 1742 poślubił Anastasię Maxarti Ximenes. Był ojcem dziesięciorga dzieci.

## Utwory
| (audio)                                      | \| (info) \| \| Sonata klawesynowa alegretto d-moll \| \| (info) \| \| Sonata klawesynowa presto D-dur \| \| (info) \| \| Sonata klawesynowa K 27 \| \| Problem ze ściągnięciem pliku? Zobacz pomoc. \| |
| (info)                                       | |
| Sonata klawesynowa alegretto d-moll          | |
| (info)                                       | |
| Sonata klawesynowa presto D-dur              | |
| (info)                                       | |
| Sonata klawesynowa K 27                      | |
| Problem ze ściągnięciem pliku? Zobacz pomoc. | |